# Andryala
Genre
Classification phylogénétique
Andryala est un genre de plantes à fleurs de la famille des Astéracées.

## Liste des espèces
Selon BioLib (19 décembre 2024) :
- Andryala agardhii Haenseler ex DC.
- Andryala atlanticola H. Lindb.
- Andryala brievaensis García Adá
- Andryala caballeroi Font Quer
- Andryala cedretorum Maire
- Andryala chevallieri L. Chevall.
- Andryala crithmifolia Aiton
- Andryala floccosa Pomel
- Andryala glandulosa Lam.
- Andryala integrifolia L.
- Andryala laevitomentosa (Nyár.) Greuter
- Andryala laxiflora DC.
- Andryala levitomentosa (E. I. Nyarady) P. D. Sell
- Andryala maroccana (Caball.) Maire
- Andryala nigricans Poir.
- Andryala pinnatifida Ait.
- Andryala ragusina L.
- Andryala spartioides  (Batt.) Bonnet & Barratte

Selon NCBI (19 décembre 2024) :
- Andryala agardhii
- Andryala arenaria
- Andryala atlanticola
- Andryala cossyrensis
- Andryala crithmifolia
- Andryala dentata
- Andryala glandulosa
- Andryala integrifolia
- Andryala laevitomentosa
- Andryala laxiflora
- Andryala maroccana
- Andryala perezii
- Andryala pinnatifida
- Andryala ragusina
- Andryala varia